# Ypiranga Clube
O Ypiranga Clube, conhecido como Ypiranga do Amapá ou só Ypiranga, é um clube de futebol brasileiro com sede na cidade de Macapá, no estado no Amapá. A equipe foi fundada no dia 15 de maio de 1963, por jovens trabalhadores da Juventude Oratoriana do Trem. Atualmente disputa o Campeonato Amapaense.
O estádio oficial do Ypiranga é o Milton de Souza Corrêa, popularmente conhecido como Zerão, com capacidade para treze mil espectadores. A equipe tem a maior rivalidade do estado, popularmente conhecido como "O Derby Macapaense", é disputado junto com o São José. Embora a grande rivalidade, o Ypiranga e o São José só disputaram entre si na final em uma oportunidade, no Campeonato Amapaense de 1997, onde o Clube da Torre foi campeão após vencer o Pitbull da Amazônia por 2 a 0.

## História
Em 15 de maio de 1963, jovens integrantes da extinta Juventude Oratoriana do Trem (JOT), movimento que pertencia à Paróquia de Nossa Senhora da Conceição, fundaram o Ypiranga. O clube é conhecido como “clube da Torre”, em alusão à torre da Igreja de Nossa Senhora da Conceição, no bairro do Trem, o principal símbolo do clube, e também como “negro-anil”, por causa das suas cores oficiais azul e preto.
Em 1964 participou da segunda divisão daquele ano e foi campeão,vencendo a equipe do Independente na final por 6-3. Com isto,ganhou o acesso pra primeira divisão do Campeonato Amapaense,fazendo sua estreia na competição em 1965.
O Ypiranga manda os seus jogos no Estádio Milton de Souza Corrêa, também conhecido como "Zerão", com capacidade para cinco mil pessoas. Sua torcida é a maior do Município de Macapá.[carece de fontes?] Juntamente com o São José, faz um dos maiores clássicos do campeonato estadual, sempre lotando os estádios amapaenses.[carece de fontes?]
Durante a fase amadora do futebol amapaense, o clube conquistou apenas o título estadual de 1976. Já na era profissional, tornou-se um dos mais bem sucedidos do estado. Já na década de 1990, o Ypiranga venceu os campeonatos amapaenses de 1992, 1994, 1997 e 1999. No título profissional de 1992, aliás, o time era treinado por Dadá Maravilha e aquele foi seu primeiro e único título de sua trajetória como técnico de futebol.
No início do século XXI, o Ypiranga manteve sua hegemonia no cenário local vencendo mais três estaduais em 2002, 2003 e 2004.
Contudo, atolado em dívidas, o clube não conseguiu montar uma equipe a altura dos adversários para disputar o Amapazão 2006 e acabou por ser rebaixado.
Voltou a divisão principal em 2011 e chegou a disputar, no ano seguinte, a semifinal do primeiro contra o Oratório, que venceu por 1 a 0. Em 2013, fez apenas figuração nos 2 turnos, embora ficasse empatado em pontos e saldo de gols com o Trem, mas foi eliminado por ter menos vitórias que a Locomotiva. Entre 2014 e 2016, não jogou o Campeonato Amapaense.
A volta por cima ocorreu em 2018 quando o clube superou o Santos nos pênaltis e conquistou seu primeiro título estadual em 14 anos.
Duas temporadas depois, o clube venceu o Amapazão 2020 ao derrotar o Santana na final, conquistando seu nono título na era profissional.
Em 2022, o Ypiranga chegou a anunciar sua desistência do estadual por excesso de dívidas e processos na justiça, tentou voltar atrás na decisão, mas a FAF negou o pedido. No dia da abertura do campeonato, o Clube da Torre ingressou com pedido no TJD-AP para ser incluído na competição, e o órgão definiu a suspensão do campeonato após a primeira rodada para o julgamento da ação. Por unanimidade, o TJD-AP definiu a desistência da equipe e a continuidade do campeonato
O Ypiranga ingressou com um novo pedido, desta vez no STJD, para que fosse incluído no campeonato. O tribunal determinou que o campeonato fosse suspenso a partir da 4º rodada  até o julgamento da ação, e em 18 de maio o pedido foi julgado procedente (também por unanimidade), determinando a inclusão do clube no estadual.

## O Derby Macapaense

### Ypiranga x São José
O maior clássico do futebol macapaense refere-se a Ypiranga x Sociedade Esportiva e Recreativa São José. O Ypiranga Clube possui a maior torcida de Macapá, e a segunda que mais lota o Estádio Zerão, perdendo, neste quesito, para a torcida do Independente Esporte Clube, do município de Santana. Já o time do São José, seu maior rival, possui a segunda maior torcida da capital Amapaense. Apesar da rivalidade, as duas equipes só disputaram o título uma vez, em 1997, quando o Ypiranga sagrou-se campeão, ao vencer por 2 a 0.
Uma curiosidade sobre Ypiranga x São José é que, na década de 1970, houve uma partida realizada para descobrir quem tinha a maior torcida do Estado. Na oportunidade, o São José levou a melhor. Mas o afastamento das competições por parte do tricolor fez com que o Ypiranga ficasse como o time de maior torcida do Amapá.

## Torcidas
O Ypiranga conta com as seguintes organizações:
- Rebeldes
- Guerreiros da Torre
- Turbinados da Torre
- YpiranGarra
- Império Negro-Anil

## Símbolos

### Escudo
O escudo do clube apresenta a forma geométrica de um octógono irregular, constando no seu interior, ao centro, a configuração de uma torre em contorno preto, a qual simboliza a Igreja Nossa Senhora da Conceição, de cuja paróquia se originou o clube, tendo ao lado esquerdo da torre, a letra Y em cor azul e à direita a letra C em cor preto, ambas localizadas na parte superior do escudo na mesma disposição, representando as iniciais do nome da Agremiação, estando abaixo de cada letra, contornando a parte inferior do escudo e também a torre, constam 2 (duas) figuras de forma aproximadamente triangular, nas cores respectivas de cada letra, enfatizando as principais cores do clube, sendo o fundo do escudo branco e o seu contorno geral na cor preto.

### Bandeira
O Pavilhão da agremiação é constituído por um retângulo com 4 (quatro) listras horizontais, alternadas nas cores azul e preto, tendo um quadrado de campo branco no canto superior esquerdo no tamanho na metade de sua largura, com a configuração de uma torre em contorno preto ao centro, simbolizando a Igreja Nossa Senhora da Conceição e tendo, à esquerda, a letra Y e à direita a letra C, ambas em cor azul.

### Mascote
A coruja branca, também conhecida como suindara ou rasga-mortalha (devido ao fato de seu pio estridente lembrar o som de um tecido se rasgando) é o mascote do clube, sendo escolhido justamente por esse animal ter o hábito nada convencional de dormir em torres de igrejas (principal simbolo do Negro-Anil). A torre que está representada no escudo do clube é da igreja Nossa Senhora da Conceição, no bairro do Trem, padroeira do Ypiranga.

## Títulos
| Estaduais | Estaduais                              | Estaduais | Estaduais                                                   |
|           | Competição                             | Títulos   | Temporadas                                                  |
| --------- | -------------------------------------- | --------- | ----------------------------------------------------------- |
|           | Campeonato Amapaense                   | 10        | *1976, 1992, 1994, 1997, 1999, 2002, 2003, 2004, 2018, 2020 |
|           | Campeonato Amapaense - Segunda Divisão | 2         | 1964 e 1987                                                 |

* Era amadora

### Outras Conquistas
Categorias de Base
- Campeonato Amapaense Sub-20: 2004

## Desempenho

### Participações
|  | Participações em 2025 |

| Competição        | Competição      | Temporadas         | Melhor campanha     | Estreia | Última | P | R |
| Amapá             | Amapazão        | 38                 | Campeão (10 vezes)  | 1965    | 2025   |   | 2 |
| Amapá             | Segunda Divisão | 4                  | Campeão (2 vezes)   | 1963    | 2007   | 3 |   |
|                   | Copa Verde      | 2                  | 13º colocado (2019) | 2019    | 2021   |   |   |
|                   | Copa Norte      | 2                  | 4º colocado (1998)  | 1997    | 1998   |   |   |
| Copão da Amazônia | 1               | 3º colocado (1977) | 1977                | 1977    |        |   |   |
| Brasil            | Série C         | 5                  | 7º colocado (2001)  | 1999    | 2003   | – | – |
| Brasil            | Série D         | 4                  | 37º colocado (2013) | 2013    | 2021   | – |   |
| Brasil            | Copa do Brasil  | 8                  | 20º colocado (1999) | 1997    | 2021   |   |   |

### Campeonato Amapaense - 1ª Divisão
| Ano  | 1960 | 1961 | 1962 | 1963 | 1964 | 1965 | 1966 | 1967 | 1968 | 1969 |
| ---- | ---- | ---- | ---- | ---- | ---- | ---- | ---- | ---- | ---- | ---- |
| Pos. | —    | —    | —    | —    | —    | ?º   | —    | —    | —    | —    |
| Ano  | 1970 | 1971 | 1972 | 1973 | 1974 | 1975 | 1976 | 1977 | 1978 | 1979 |
| Pos. | —    | —    | —    | ?º   | ?º   | ?º   | 1º   | ?º   | ?º   | —    |
| Ano  | 1980 | 1981 | 1982 | 1983 | 1984 | 1985 | 1986 | 1987 | 1988 | 1989 |
| Pos. | —    | —    | —    | —    | —    | —    | —    | —    | ?º   | ?º   |
| Ano  | 1990 | 1991 | 1992 | 1993 | 1994 | 1995 | 1996 | 1997 | 1998 | 1999 |
| Pos. | —    | 3º   | 1º   | 4º   | 1º   | —    | —    | 1º   | 3º   | 1º   |
| Ano  | 2000 | 2001 | 2002 | 2003 | 2004 | 2005 | 2006 | 2007 | 2008 | 2009 |
| Pos. | 3º   | 3º   | 1º   | 1º   | 1º   | 3º   | 5º   | —    | 5º   | 7º   |
| Ano  | 2010 | 2011 | 2012 | 2013 | 2014 | 2015 | 2016 | 2017 | 2018 | 2019 |
| Pos. | —    | 5º   | 2º   | 4º   | —    | 3º   | —    | 4º   | 1º   | 2º   |
| Ano  | 2020 | 2021 | 2022 | 2023 | 2024 | 2025 |      |      |      |      |
| Pos. | 1°   | 5º   | 6º   | 3º   | 5º   | 6º   |      |      |      |      |

### Campeonato Amapaense - 2ª Divisão
| Ano  | 1963 | 1964 | 1987 | 2007 |
| ---- | ---- | ---- | ---- | ---- |
| Pos. | ?º   | 1º   | 1º   | 3º   |

### Copa Verde
| Ano  | 2019 | 2021 |
| ---- | ---- | ---- |
| Pos. | 13º  | 17º  |

### Copa Norte
| Ano  | 1997 | 1998 |
| ---- | ---- | ---- |
| Pos. | 7º   | 4º   |

### Torneio da Integração da Amazônia
| Ano  | 1977 |
| Pos. | 3º   |
| ---- | ---- |

### Campeonato Brasileiro - Série C
| Ano  | 1999 | 2000 | 2001 | 2002 | 2003 |
| ---- | ---- | ---- | ---- | ---- | ---- |
| Pos. | 16º  | 65º  | 7º   | 34º  | 88º  |

### Campeonato Brasileiro - Série D
| Ano  | 2013 | 2019 | 2020 | 2021 |
| ---- | ---- | ---- | ---- | ---- |
| Pos. | 37º  | 53º  | 68º  | 51º  |

### Copa do Brasil
| Ano  | 1997 | 1999 | 2000 | 2003 | 2004 | 2005 | 2019 | 2021 |
| ---- | ---- | ---- | ---- | ---- | ---- | ---- | ---- | ---- |
| Pos. | 26º  | 20º  | 61º  | 52º  | 49º  | 31º  | 71º  | 90º  |

## Histórico em competições oficiais
- Copa Norte - Primeira Fase - 3º Colocado / Grupo A: 1997
- Copa do Brasil - Fase Preliminar - Remo 1-0 0-5: 1997
- Copa Norte - Semifinal - Sampaio Correa 0-2 1-2: 1998
- Copa do Brasil - Segunda Fase - São Paulo 1-4: 1999
- Campeonato Brasileiro Série C - Oitavas - Naútico PE 0-3 0-1 (terminou em 17º lugar no ranking geral): 1999
- Copa do Brasil: 2000
- Copa João Havelange - Terceira Divisão: 2000
- Campeonato Brasileiro Série C - terminou em 7º lugar no ranking geral: 2001
- Campeonato Brasileiro Série C: 2002
- Campeonato Brasileiro Série C: 2003
- Copa do Brasil - Segunda Fase - Flamengo 0-2: 2005

### Retrospecto do time na Copa do Brasil
- Participações: 4
- Jogos: 10
- Vitória: 4
- Derrotas: 5
- Empates: 1
- Gols marcados: 10
- Gols sofridos: 19
- Saldo de gols: -9
- Melhor colocação: 20º (na edição de 1999)

## Ranking da CBF
Ranking da CBF atualizado em dezembro de 2014
- Posição: 162º
- Pontuação: 204 pontos[14]

Ranking criado pela Confederação Brasileira de Futebol para pontuar todos os clubes do Brasil.